# Little Houghton, Northamptonshire
Little Houghton är en civil parish i Storbritannien.   Den ligger i grevskapet Northamptonshire i riksdelen England, i den södra delen av landet, 90 km nordväst om huvudstaden London. Antalet invånare är 367.